# Municipio de San José Chiltepec
El municipio de San José Chiltepec es uno de los 570 municipios en que se encuentra dividido el estado mexicano de Oaxaca. Su cabecera es el pueblo del mismo nombre.

## Geografía
El municipio de San José Chiltepec se encuentra localizado en el noroeste del estado de Oaxaca, forma parte del distrito de Tuxtepec en la Región de la Cuenca del Papaloapan. Tiene una superficie territorial de 193.769 kilómetros cuadrados que equivalen al 0.18% de la superficie estatal. Sus coordenadas geográficas extremas son 17°50′ - 18°1′ de latitud norte y 96°1′ - 96°13′ de longitud oeste, y el su altitud va de un máximo de 800 a un mínimo de 0 metros sobre el nivel del mar.
El municipio limita al norte y al este con el municipio de San Juan Bautista Tuxtepec y al oeste y al sur con el municipio de Santa María Jacatepec.

## Demografía
La población total del municipio de San José Chiltepec de acuerdo con el Censo de Población y Vivienda realizado en 2020 por el Instituto Nacional de Estadística y Geografía, es de 11 310 habitantes, de los que 5 849 son mujeres y 5 461 son hombres.
La densidad de población asciende a un total de 56.87 personas por kilómetro cuadrado.

### Localidades
El municipio se encuentra formado por cuarenta localidades, las principales y su población de acuerdo al censo de 2010 son:
| Localidad          | Población (2010) |
| ------------------ | ---------------- |
| San José Chiltepec | 3 480            |
| Arroyo Choápam     | 1 660            |
| Pueblo Viejo       | 1 384            |
| Total municipio    | 11 310           |

## Política

### Representación legislativa
Para la elección de diputados locales al Congreso de Oaxaca y de diputados federales a la Cámara de Diputados federal, el municipio de San José Chiltepec se encuentra integrado en los siguientes distritos electorales:
Local:
- Distrito electoral local de 3 de Oaxaca con cabecera en Loma Bonita.[4]

Federal:
- Distrito electoral federal 1 de Oaxaca con cabecera en San Juan Bautista Tuxtepec.[5]